# The quad
Quadrilateral Security Dialogue eller The Quad er et samarbejde mellem USA, Japan, Indien og Australien i høj grad vendt mod Kina.
Ifølge BBC startede det som et løst koncept efter tsunamien i det indiske ocean 2004 og blev relanceret i 2017.
På statsoverhovedernes møde 24/5 2022 i Tokyo enedes de om en række ting. Blandt andet et nyt "maritime surveillance initiative" og aftale om at investere 50 milliarder $ i infrastruktur i regionen som modvægt til Kinas silkevejsprojekt samt et program, der skal sikre lande mod at falde i en kinesisk gældsfælde.
I en fælles udtalelse fra mødet står der, at de “.. strongly opposes any coercive, provocative or unilateral actions that seek to change the status quo ..” og det uddybes med mere detaillerede beskrivelser, der tydeligt vedrører Kina.